# Leonard Ornstein
Leonard Salomon Ornstein (Nijmegen, 12 de novembro de 1880 — Utrecht, 20 de maio de 1941) foi um físico neerlandês.